# リヤドの戦い (1902年)
リヤドの戦い（リヤドのたたかい、アラビア語: معركة الرياض）は、ジャバル・シャンマル首長国とサウード家間の戦争である。

## 背景
1891年にオスマン帝国の支援を受けたジャバル・シャンマル首長国に第二次サウード王国を滅ぼされリヤドを追われたサウード家はクウェートへの亡命を余儀なくされた。1895年5月にクウェート首長家のサバーハ家でクーデターが発生。首長のムハンマドは弟のムバーラクに殺害され、ムバーラクは首長の座に就いた。ムバーラクは従来の親オスマン政策から転換してイギリスへ接近した。
クウェートがイギリスと急接近したことはオスマン帝国の神経を逆なでした。しかしオスマン帝国が直接クウェートに攻撃することはイギリスとの衝突になるためジャバル・シャンマル首長国にクウェートへの攻撃を準備させた。クウェート側もサウード家当主アブドゥルラフマーンと相談しナジュドの遊牧民に呼びかけ同盟軍を編成し対決にそなえた。
1901年1月ムバーラクは1万人の大軍を率いて、ナジュドに侵攻した。アブドゥルラフマーンの息子アブドゥルアズィーズは敵勢力を分断するため別動隊を率いてリヤドに向かいマスマク城を陥落寸前まで追い詰めたが、サリフの戦いでムバーラクが敗戦したとの報を受け、やむなくクウェートに撤退した。同年8月には、イギリスがクウェート湾に一隻の軍艦を派遣し圧力を加えたためジャバル・シャンマル軍は撤退を余儀なくされた。

## 概要
1901年11月にムバーラクから支援を受けアブドゥルアズィーズはリヤド奪回に向かった。その後一行は、南のヤブリンで約50日間待機し、1902年1月15日のラマダン明けの夜に奇襲、城壁の外で総督アジュラーンが馬の様子をうかがっていた時に、アブドゥルアズィーズが攻撃を開始すると、アジュラーンの護衛が現れ、彼を城塞の中に連れ戻そうとした。その際、アブドゥルアズィーズの従兄弟であるジルウィーがアジュラーンに向かって槍を投げたが、それは外れて城の門に刺さった。この槍の痕は現在も残っており、この戦いの有名なシンボルとなっている。その後アブドゥルアズィーズは23人にラクダの護衛を命じて待機させ、残りの40人でマスマク城を襲撃した。アブドゥルアズィーズの部下が門を破り、戦いは城中へと移っていき、アジュラーンは殺され、彼の部下たちは降伏しサウード家に仕えるようになった。そしてアブドゥルアズィーズの部下が城の上に登り、リヤドの人々に「アブドゥルアズィーズが戻り、リヤドの首長になった」と宣言した。

## その後
ジャバル・シャンマル首長国はリヤド陥落の知らせを受けても10か月間動かなかった。その間アブドゥルアズィーズは市壁を復旧させ、1902年5月に父と一族をクウェートから呼び戻しアミールの称号を貰い、父のアブドゥルラフマーンはイマームに就任した。

## 逸話
リヤドから約250 km離れたハラドで宿営していた一行にクウェートからの使者が一行に追いつき、オスマン帝国が援軍に来るという知らせを伝えた。クウェートでは、アブドゥルアズィーズはあきらめて帰国すると思われていたが、アブドゥルアズィーズは部下を集めて手紙を読み上げクウェートに戻りたい者は恥じることなく戻るようにと呼びかけたという。自分はリヤドの門前で死にたい、もし同じ考えの者がいたら一緒に来てほしいと言った。全員が「共に死ぬまで」と叫んでアブドゥルアズィーズのそばに立ち、使者だけがアブドゥルアズィーズから父へ「神が思し召すなら、リヤドで再会しよう」と言伝てを携えてクウェートに戻った。